# Eduard Nyikolajevics Uszpenszkij
Eduard Nyikolajevics Uszpenszkij, oroszul: Эдуард Николаевич Успенский (Jegorjevszk, 1937. december 22. – Moszkva, 2018. augusztus 14.) orosz író, költő, forgatókönyvíró.

## Életútja
1937. december 22-én Jegorjevszkben született. Apja Nyikolaj Mihajlovics Uszpenszkij Jelecből származott és magas beosztású tisztviselőként dolgozott az SZKP Központi Bizottságán. Anyja Natalja Alekszejevna Dzjurova Visnyij Volocsokból származott és technológus volt a foglalkozása. Uszpenszkij anyai nagyapja lengyel származású volt.
1941-ben a második világháború idején a családot kitelepítették Szibériába, ahol két évig éltek, majd visszatértek Moszkvába.
A mérnöki diploma megszerzése után írásaiból és animációs munkáiból élt. Később jelentős szerepe volt rádiós és televíziós gyermekműsorok készítésében. Alapítója volt a leghosszabb ideig futó orosz gyermek tv-műsornak a Jó éjszakát kicsinyek! (Спокойной ночи, малыши!) címűnek. 1991 és 2016 között házigazdája volt egy zenés rádiós és tv-műsornak.

## Művei

### Fontosabb könyvei
- Крокодил Гена и его друзья (1966)
- Дядя Фёдор, пёс и кот (1974)
- Гарантийные человечки (1975)

### Fontosabb forgatókönyvei
- Антошка (1969, rövidfilm)
- Krokodil Gena (Крокодил Гена) (1969, rövidfilm)
- Весёлая карусель (1969, rövidfilm)
- Cseburaska (Чебурашка) (1971, rövidfilm)
- Sapokljak (Шапокляк) (1974, rövidfilm)
- Трое из Простоквашино (1978, rövidfilm)
- Дядюшка Ау (1979, rövidfilm)
- Каникулы в Простоквашино (1980, rövidfilm)
- Пластилиновая ворона (1981, rövidfilm)
- Там, на неведомых дорожках (1982, rövidfilm)
- Cseburaska iskolába megy (Чебурашка идёт в школу) (1983, rövidfilm)
- Зима в Простоквашино (1984, rövidfilm)
- Про Веру и Анфису (1986, rövidfilm)
- Следствие ведут Колобки (1986–1987, rövidfilmek)
- Cseburaska (Чебурашка) (2014)

### Magyarul megjelent művei
- Krokodil klub. Meseregény; ford. B. Lányi Márta, ill. Réber László; Móra–Kárpáti, Bp.–Uzsgorod, 1970
- Garanciális garabonciások Szatírikus mese; ford. Feleki Ingrid, ill. Réber László; Móra–Kárpáti, Bp.–Uzsgorod, 1976
- Kisöreg; ford. G. Lányi Márta, ill. Gennagyij Kalinovszkij; Móra, Bp., 1981